# Koeweitse voetbalbond
De Koeweitse voetbalbond of Kuwait Football Association (KFA) is de voetbalbond van Koeweit. 
De voetbalbond werd opgericht in 1952 en is sinds 1964 lid van de Aziatisch voetbalbond (AFC) en sinds 2010 lid van de Centraal-Aziatische voetbalbond (CAFA). In 1964 werd de bond lid van de FIFA. De voetbalbond is onder andere verantwoordelijk voor het Koeweits voetbalelftal en de hoogste voetbalcompetitie, de Koeweitse Premier League. Het hoofdkantoor staat in de hoofdstad Koeweit-Stad. 
De FIFA schorste de bond een aantal keer, vanwege politieke inmenging. In 2017 nam de regering een wet aan die inmenging in de toekomst moet voorkomen. Daarna werd de schorsing opgeheven.

## President
In oktober 2021 was de president Sheikh Ahmad Yousef Al-Sabah.